# Goldene Zeiten
Golden Zeiten is een misdaadkomedie uit 2006, geregisseerd door Peter Thorwarth, met onder andere Dirk Benedict, Wolf Roth en Wotan Wilke Möhring.

## Verhaal
Er wordt een golf-toernooi voor beroemdheden georganiseerd om de slechte economie even te laten voor wat het is. Een deelnemer aan het toernooi, een Amerikaanse tv-ster (Dirk Benedict) uit de jaren 80, wordt vervangen door een Duitse lookalike.

## Rolverdeling
- Wotan Wilke Möhring - Ingo Schmitz
- Dirk Benedict - Douglas "Doug" Burnett a.k.a. John Striker and Horst Müller
- Wolf Roth -  Jürgen Matthies
- Alexandra Neldel - Melanie
- Ralf Richter - Harald "Bullet-Harry" Grabowski
- Ludger Pistor - Dieter Kettwig